# Tell Hammam at-Turkman
Tell Hammam et-Turkman is een archeologische vindplaats in het noorden van Syrië. 
De tell is gelegen op de linkeroever van de rivier de Balikh, 80 km ten noorden van de stad Ar-Raqqa, bij het dorpje Damešliyye, en er zijn opgravingen gedaan door de Universiteit van Amsterdam en de Universiteit Leiden. Ca. drie kilometer noordoostelijk ligt een andere vindplaats, Tell Sabi Abyad.

## Strata
Er zijn sporen van bewoning aangetroffen over een bijzonder lange tijd vanaf het pre-aardewerk tijdperk van het Neolithicum tot in de Romeinse / Parthische tijd. Men onderscheidt een tiental hoofdlagen. De opgravingen hebben zich in latere seizoenen vooral geconcentreerd op de lagen van de Midden Bronstijd, ca. 2000-1600 vC.
| Hamman-laag | Tijdperk                  | Datum                       |
| ----------- | ------------------------- | --------------------------- |
| X           | Parthisch / Romeins       |                             |
| IX          | IJzertijd                 |                             |
| VIII        | Late Bronstijd            |                             |
| VII         | Midden-Bronstijd          |                             |
| VI          | Vroege Bronstijd          |                             |
| V           | Laat Chalcolitisch        | begin 3600, einde 3200/3100 |
| IV          | Ubaid                     | einde 3700/3600             |
| III         | Halaf                     |                             |
| II          | Aardewerk-Neolithisch     |                             |
| I           | Pre-Aardewerk-Neolithisch |                             |

## Zalpa
In het begin gingen de opgravers ervan uit dat Hammam weleens de stad Zalpa zou kunnen herbergen. Zalpa is bekend uit geschreven bronnen van Assyrië en Mari. Hoewel van een aantal plaatsen in wat nu Syrië is, waaronder Zalpa, uit Assyrische bronnen uit de kolonietijd bekend is dat er zich zogenaamde Karums of handelsnederzettingen bevonden, zijn er in Hammam nog geen ondubbelzinnige sporen van een Assyrische handelsnederzetting gevonden. Bovendien geeft veel recente vakliteratuur goede grond om aan de identificatie met Zalpa te twijfelen.